# Victoria Morales Gorleri
Victoria Morales Gorleri (Ciudad de Buenos Aires, 1 de marzo de 1972) es una profesora de enseñanza especial y política argentina que actualmente se desempeña como diputada nacional por la Ciudad Autónoma de Buenos Aires.

## Biografía
Victoria nació en la Ciudad de Buenos Aires en marzo de 1972. Está casada y tiene cinco hijos.
Estudió en el Instituto Nacional Superior del Profesorado en Educación Especial para ser profesora de enseñanza especial. Se graduó en 1995.
Entre 1998 y 2007 una joven Morales Gorleri fue coordinadora de programas sociales en la Vicaría Episcopal de Educación del Arzobispado de Buenos Aires. Allí fundó junto a José María del Corral la Escuela de Vecinos.
En 2007 dejó su rol en la vicaría para asumir como legisladora de la Ciudad de Buenos Aires por el partido del jefe de gobierno electo, Mauricio Macri. Cuatro años más tarde reeligió para el periodo 2011-2015. Entre 2010 y 2013 fue la presidente de la Comisión de Educación, Ciencia y Tecnología de la legislatura porteña.
Con la llegada de Macri al gobierno nacional, Morales Gorleri pasó a desempeñarse como subsecretaria de Responsabilidad Social para el Desarrollo Sostenible dependiente del ministerio de desarrollo social de la nación que comandaba Carolina Stanley.
En el año 2019 Victoria secundó a Maximiliano Ferraro de la Coalición Cívica ARI en la lista de diputados nacionales por la Ciudad de Buenos Aires del frente Juntos por el Cambio que llevaba a presidente a Macri y de candidato a senador a Martín Lousteau. La lista obtuvo en las Elecciones legislativas de Argentina de 2019 1.060.404 votos que significaron un total de 53,02% puntos porcentuales y ocho de las doce bancas en juego.
Victoria juró el 10 de diciembre de 2019, integró el bloque PRO y fue nombrada vicepresidente primera de la comisión de educación.
En el debate sobre el Proyecto de Ley de Interrupción Voluntaria del Embarazo su voto fue en contra de dicho proyecto.